# 아크 순쿠르 알하집
아크손쿠르 또는 아크 순쿠르 (투르크어로 ‘하얀 매’라는 의미) 알하집은 셀주크 제국의 술탄 알프 아르슬란과 말리크샤 1세의 맘룩이었다. 회력 480년/서력 1087-8년에 알레포 총독으로 임명되었으며, 이때부터 사실상의 독립 군주 대접을 받았다. 회력 487년/서력 1094년, 말릭샤 1세 사후의 계승전쟁 와중에 투투쉬 1세의 명령으로 참수되었다.
그는 장기 왕조의 창시자 이마드 앗딘 장기의 아버지이다.

## 삶
아크손쿠르의 아내 중 한명은 말리크샤 1세의 유모였다. 그녀 덕분에 그는 출세가도를 달렸다. 또한 말릭샤의 알하집(‘시종’)이었다. 그는 회력 477년/서력 1084년의 마르완 왕조에 대한 원정에 참여했고, 그 직후에는 시리아의 전쟁에도 파견되었다. 이 공으로 그는 회력 480년/서력 1087-8년에 알레포의 총독으로 임명되고, 카짐 알다울라, 즉 제국의 종복이라는 칭호를 얻었다.
알레포 총독으로서 그는 많은 호평을 받았다. 그는 우선 오랜 전란으로 피폐해진 도시를 복구하는데 열중했고, 상업의 진흥에도 힘썼다. 치안도 좋아졌는데, 도로에서 도적을 찾아 볼 수 없었다. 또한 회력 481년/서력 1088년에는 샤이자르의 문키드 왕조를 공격해 조공을 받아냈다.
회력 485년/서력 1092년에는 투투쉬를 주축으로 한 이집트 원정대에서 일익을 담당했으나, 트리폴리의 카디 자랄 알물크 이븐 암마르에게 매수당한 뒤에 단독으로 퇴각했다. 이때문에 이 원정은 실패했다.
이 원정 직후 셀주크 제국의 대재상 니잠 알물크와 술탄 말리크샤가 죽었다. 이때문에 제국 전역이 혼란에 빠졌다. 아크손쿠르는 처음에는 투투쉬의 진영에 참여했으나, 곧 그를 배신하고 말리크샤의 장자 베르크야루크에게 항복했다. 이때문에 투투쉬는 패배했다.(회력 486년/서력 1093년) 그러나 투투쉬는 그 이듬해에 다시 일어나 알레포로 진군했다. 아크손쿠르를 비롯한, 시리아 방면의 베르크야루크파 에미르들이 군대를 일으켜 이에 맞섰으나, 아크손쿠르 휘하의 군대가 그들을 배신한 탓에 패배했다. 아크손쿠르는 이 전투 와중에 포로로 잡혔다가 처형당했다.

## 참고 서적
- 앨버트 후라니, 『아랍인의 역사』, 김정명·홍미정 옮김, 심산, 2010.
- C. E. Bosworth, “The Political and Dynastic History of the Iranian World (A.D. 1000-1217),” in Camb. Hist. Iran, V', 1968, pp. 1-202.
- The Encyclopaedia of Islam, 1st ed., Leiden, arts. Aḳ Sonḳor; Kurbuḳa; Tutush.
- ʻIzz al-Dīn Ibn al-Athīr, D. S. Richards, The annals of the Saljuq Turks, Routledge, 2002.